# Phormium colensoi
Phormium colensoi är en grästrädsväxtart som beskrevs av Joseph Dalton Hooker. Phormium colensoi ingår i släktet Phormium och familjen grästrädsväxter. Inga underarter finns listade i Catalogue of Life.

## Bildgalleri

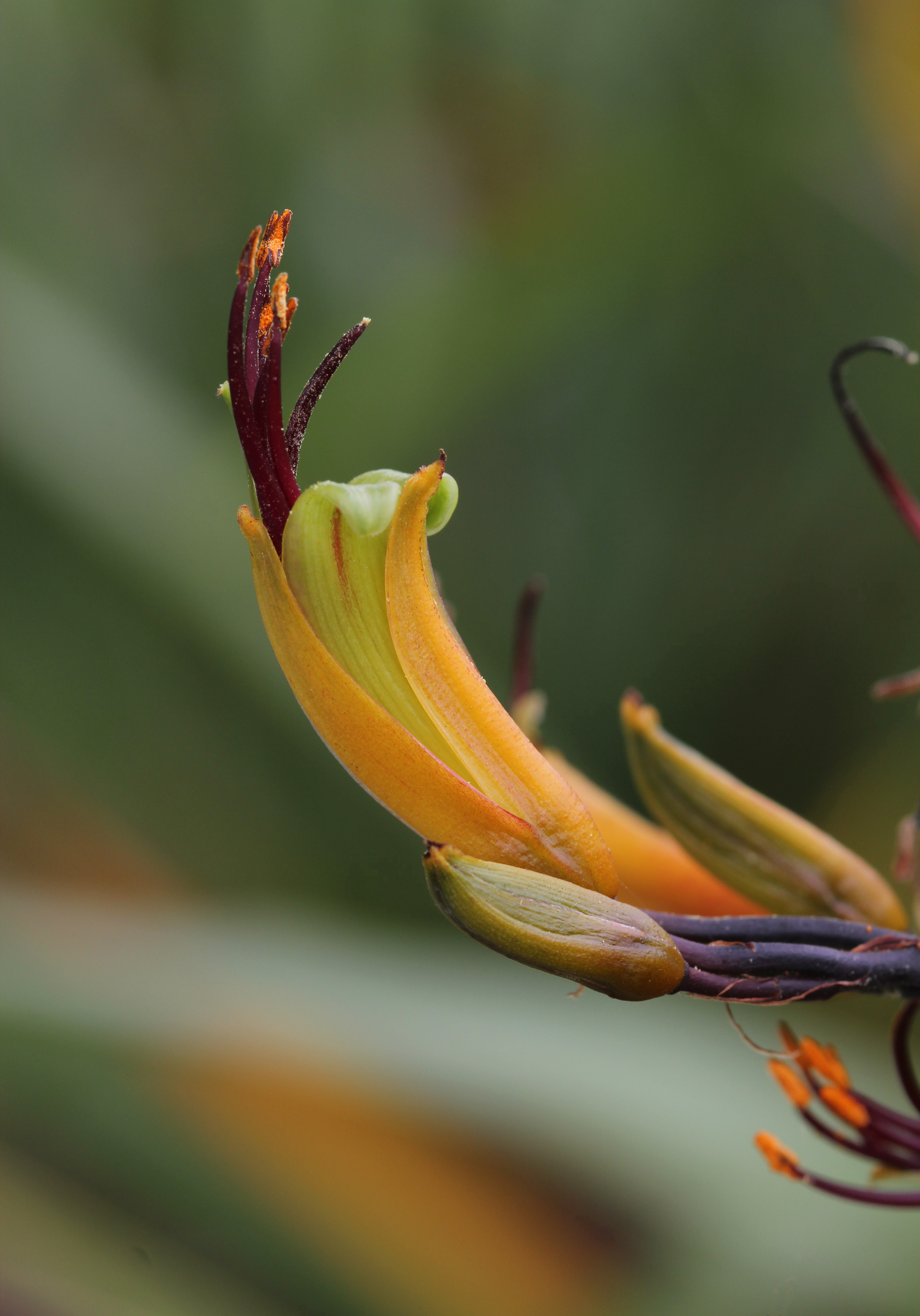
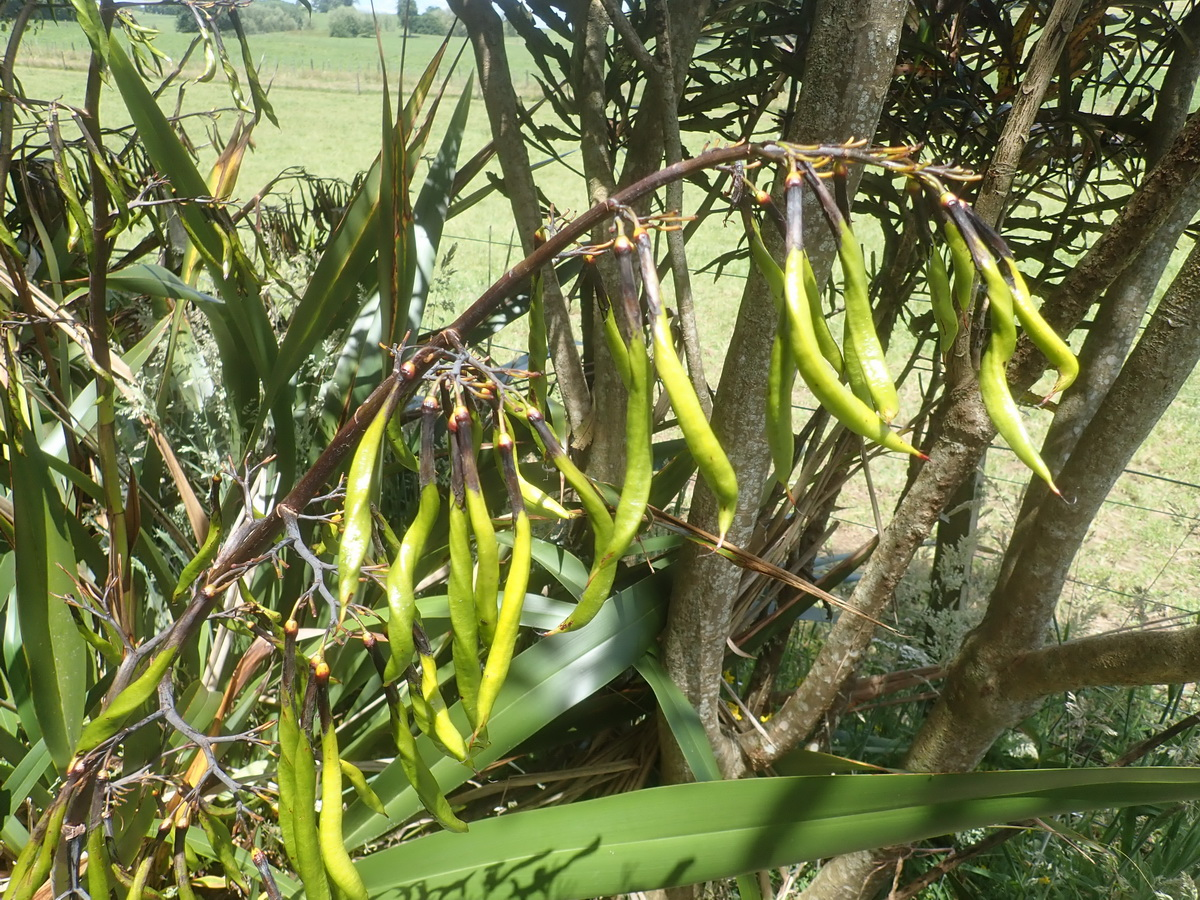